# Tomáš Ostrák
Tomáš Ostrák, né le 5 février 2000 à Frýdek-Místek en Tchéquie, est un footballeur tchèque qui joue au poste de milieu offensif à St. Louis City en MLS.

## Biographie

### En club
Né à Frýdek-Místek en Tchéquie, Tomáš Ostrák est formé par le MFK Frýdek-Místek, avant de rejoindre en 2016 l'Allemagne pour poursuivre sa formation au 1. FC Cologne. Le 21 janvier 2019, il prolonge son contrat jusqu'en 2022 avec Cologne.
Le 19 juin 2019, Tomáš Ostrák est prêté pour une saison au club autrichien du TSV Hartberg.
Le 7 août 2020, Tomáš Ostrák est prêté pour une saison au MFK Karviná,, qui évolue en première division tchèque. Il joue son premier match le 23 août suivant, lors d'une rencontre de la première journée de la saison 2020-2021 face au FC Baník Ostrava (0-0). Le 3 octobre 2020, il inscrit son premier but sous ses nouvelles couleurs, lors d'une rencontre de championnat remportée par son équipe face au FC Zbrojovka Brno (0-2).
Le 1er mars 2022, le St. Louis City SC, franchise d'expansion de la Major League Soccer en 2023, annonce la signature du joueur qui rejoint sa nouvelle équipe le 1er juillet 2022 à l'issue de la saison de Bundesliga avec le FC Cologne.
Le 25 février 2023, il fait ses débuts en Major League Soccer contre l'Austin FC. C'est également la première victoire en MLS de l'histoire du club,. Saint-Louis est seulement la deuxième franchise de l’histoire de la ligue à remporter ses trois premiers matchs, rejoignant les Sounders de Seattle.
Ostrák inscrit son premier but pour le St. Louis City SC le 19 mars 2023 contre les Earthquakes de San José, lors d'une rencontre de MLS. Il entre en jeu à la place de Rasmus Alm et participe à la victoire de son équipe par trois buts à zéro.

### En sélection nationale
Avec les moins de 18 ans, il inscrit un but contre l'Irlande en novembre 2017 (victoire 4-1).
Tomáš Ostrák fête sa première sélection avec l'équipe de Tchéquie espoirs le 13 novembre 2020, face à la Grèce. Lors de cette rencontre, il entre en jeu en cours de partie, et se met en évidence en délivrant une passe décisive en faveur de son coéquipier Václav Drchal. Son équipe s'impose par deux buts à zéro. Avec cette sélection il marque un but, le 6 septembre 2021, contre l'Albanie. Titulaire ce jour-là, il ouvre le score et les Tchèques l'emportent par quatre buts à zéro.